# Mengusovce
Mengusovce (in ungherese Menguszfalva, in tedesco Mengsdorf) è un comune della Slovacchia facente parte del distretto di Poprad, nella regione di Prešov.
Il villaggio fu menzionato per la prima volta nel 1398. Il suo nome significa "villaggio di San Domenico" divenuto, nel dialetto tedesco locale Meng.